# ソルスティス (アメリカ合衆国のバンド)
ソルスティス（Solstice）は、フロリダ州マイアミ出身のアメリカ合衆国のデスメタル・バンドである。1990年に、ドラマーのアレックス・マルケス、ギタリストのロブ・バレットとデニス・ムノスによって結成された。バンドはSteamhammer Recordsから2枚のアルバムをリリースした。改編を行い、最近、ボーカルとリズムギターの演奏を担当するライアン・テイラーを採用した。

## メンバー

### 現在のメンバー
- デニス・ムノス (Dennis Muñoz) - リード・ギター (1990年- )
- アレックス・マルケス (Alex Marquez) - ドラム (1990年-1997年、2011年- )
- ライアン・テイラー (Ryan Taylor) - ボーカル、リズム・ギター (2013年- )
- マーセル・サラス (Marcel Salas) - ベース (2017年- )

### 旧メンバー
- ロブ・バレット (Rob Barrett) - ボーカル、リズム・ギター
- ブライアン・ハリス (Brian Harris) - ドラム
- デイヴ・スミス (Dave Smith) - ベース
- マーク・ヴァン・アープ (Mark Van Erp) − ベース
- ギャレット・スコット (Garrett Scott) - ベース
- ダグ・ウィリアムス (Doug Williams) - ベース
- クリスチャン・ルーズ (Christian Rudes) - ボーカル、リズム・ギター
- ジョシュ・ギブス (Josh Gibbs) - ベース

## ディスコグラフィ

### アルバム
- Demo 1991 (1991年、自主制作)
- 『ファースト』 - Solstice (1992年、Steamhammer)
- Pray (1995年、Steamhammer)
- To Dust (2009年、CXD Media)
- Pray for the Sentencing (2012年、Divebomb) ※コンピレーション